# أنخيل كاردوزو
أنخيل كاردوزو (بالإسبانية: Ángel Cardozo Lucena) هو مدرب كرة قدم ولاعب كرة قدم باراغواياني في مركز الوسط، ولد في 19 أكتوبر 1994 في أسونسيون في باراغواي. شارك مع منتخب باراغواي تحت 20 سنة لكرة القدم. أما مع النوادي، فقد لعب مع نادي ليبرتاد.

## وصلات خارجية
- أنخيل كاردوزو على موقع قاعدة بيانات كرة القدم.إي يو (الإنجليزية)
- أنخيل كاردوزو على موقع ناشيونال فوتبول تيمز (الإنجليزية)
- أنخيل كاردوزو على موقع Soccerway.com (الإنجليزية)
- أنخيل كاردوزو على موقع عالم كرة القدم.نت (الإنجليزية)
- أنخيل كاردوزو على موقع AS.com (الإسبانية)